# Crossgate, Durham
Crossgate var en civil parish från 1866 till 1916 då den blev en del av Durham, i grevskapet Durham, i England. Civil parish hade 4 723 invånare år 1911.